# Lill-Degerbergstjärnen
Lill-Degerbergstjärnen är en sjö i Umeå kommun i Västerbotten och ingår i Sävaråns huvudavrinningsområde.